# Eduard Haas (Fußballspieler)
Eduard Josef Haas (* 6. Jänner 2003) ist ein österreichischer Fußballspieler.

## Karriere

### Verein
Haas begann seine Karriere beim SV Weyer. Zur Saison 2012/13 wechselte er zum SV Gaflenz. Zur Saison 2015/16 wechselte er zur SG Waidhofen/Ybbs. Zur Saison 2016/17 kam er in die Jugend des FC Red Bull Salzburg, bei dem er ab der Saison 2017/18 auch sämtliche Altersstufen in der Akademie durchlief. Zur Saison 2021/22 wechselte der Stürmer zum Zweitligisten FC Juniors OÖ, bei dem er einen bis Juni 2023 laufenden Vertrag erhielt.
Sein Debüt in der 2. Liga gab er im Juli 2021, als er am ersten Spieltag jener Saison gegen den SV Lafnitz in der Startelf stand. Für die Juniors kam er insgesamt zu 15 Zweitligaeinsätzen. Nach der Saison 2021/22 zog sich das Team aus der 2. Liga zurück, woraufhin Haas in den Kader des nun drittklassigen Nachfolgers LASK Amateure OÖ rückte.

### Nationalmannschaft
Haas spielte im Februar 2018 erstmals für eine österreichische Jugendnationalauswahl. Im September 2019 debütierte er gegen Rumänien für die U-17-Mannschaft. Im September 2021 gab er gegen die Türkei sein Debüt im U-19-Team.